# Museo de la Ciudad de Bruselas
El Museo de la Ciudad de Bruselas (en neerlandés: Museum van de Stad Brussel, en francés: Musée de la Ville de Bruxelles) es un museo dedicado al patrimonio y a la historia de la ciudad de Bruselas y a su desarrollo urbanístico desde su origen hasta nuestros días, con  pinturas, esculturas, tapices, grabados, fotografías y maquetas.
Fue inaugurado en 1887 y se encuentra en la Grand Place en frente del Ayuntamiento en un edificio llamado, en francés, Maison du Roi (casa del rey) y Broodhuis, en neerlandés (casa del pan), reconstruido por Victor Jamaer siguiendo un modelo de Louis van Bodeghem.
Una sala está dedicada al vestuario del Manneken Pis, con más de 750 trajes de distintos orígenes.